# Vancouver Whitecaps FC
Vancouver Whitecaps er en canadisk fodboldklub fra byen Vancouver i British Columbia. Klubben spiller i den professionelle nordamerikanske liga, Major League Soccer fra 2011-sæsonen, og har hjemmebane på Empire Field indtil september 2011, hvor det forventes at klubben rykker ind på det nyombyggede BC Place Stadium. Klubben blev grundlagt i sin nuværende form i 2009, i forbindelse med en udvidelse af ligaen, men flere andre gange i Vancouver har fodboldhold tidligere optrådt med et tilsvarende navn.

## Trænere
Samtlige trænere i Vancouver Whitecaps siden holdets stiftelse i 2009:
- Teitur Thordarson (2009-)